# Demi Stokes
Pour les articles homonymes, voir Stokes.
Demi Lee Courtney Stokes est une footballeuse internationale anglaise née le 12 décembre 1991 à South Shields. Elle joue au poste de défenseure avec le club de Newcastle United et l'équipe d'Angleterre.

## Carrière
Le 15 juin 2022, elle est sélectionnée par Sarina Wiegman pour disputer l'Euro 2022.

## Palmarès
Manchester City
- WSL1 en 2016
- WSL Cup en 2016
- Coupe FA en 2017 et 2019

### Distinctions personnelles
- Membre de l'équipe-type de FA WSL 1 en 2019.